# Wapen van Vreeswijk

Wapen van Vreeswijk

Het wapen van Vreeswijk werd op 11 september 1816 door de Hoge Raad van Adel aan de Utrechtse gemeente Vreeswijk bevestigd. Op 1 juli 1971 ging Vreeswijk op in de gemeente Nieuwegein. Het wapen van Vreeswijk is daardoor komen te vervallen als gemeentewapen. 

## Blazoenering
De blazoenering van het wapen luidde als volgt:
Van lazuur met drie fascen van goud.
De heraldische kleuren zijn lazuur (blauw) en goud (goud of geel).

## Verklaring
Het wapen is gelijk aan het heerlijkheidswapen van de hoge heerlijkheid Vreeswijk. De herkomst is onbekend.